# ایدنا (واشینگتن)
ایدنا (به انگلیسی: Edna) یک منطقهٔ مسکونی در ایالات متحده آمریکا است که در شهرستان بنتون، واشینگتن واقع شده‌است. ایدنا ۱۲۳ متر بالاتر از سطح دریا واقع شده‌است. این محل تقریباً در ۱۸ مایلی جنوب غربی اتلو، واشینگتن نزدیک سایت نیروگاه هسته‌ای هنفورد قرار دارد.